# زندگی آپولونیوس تیانایی

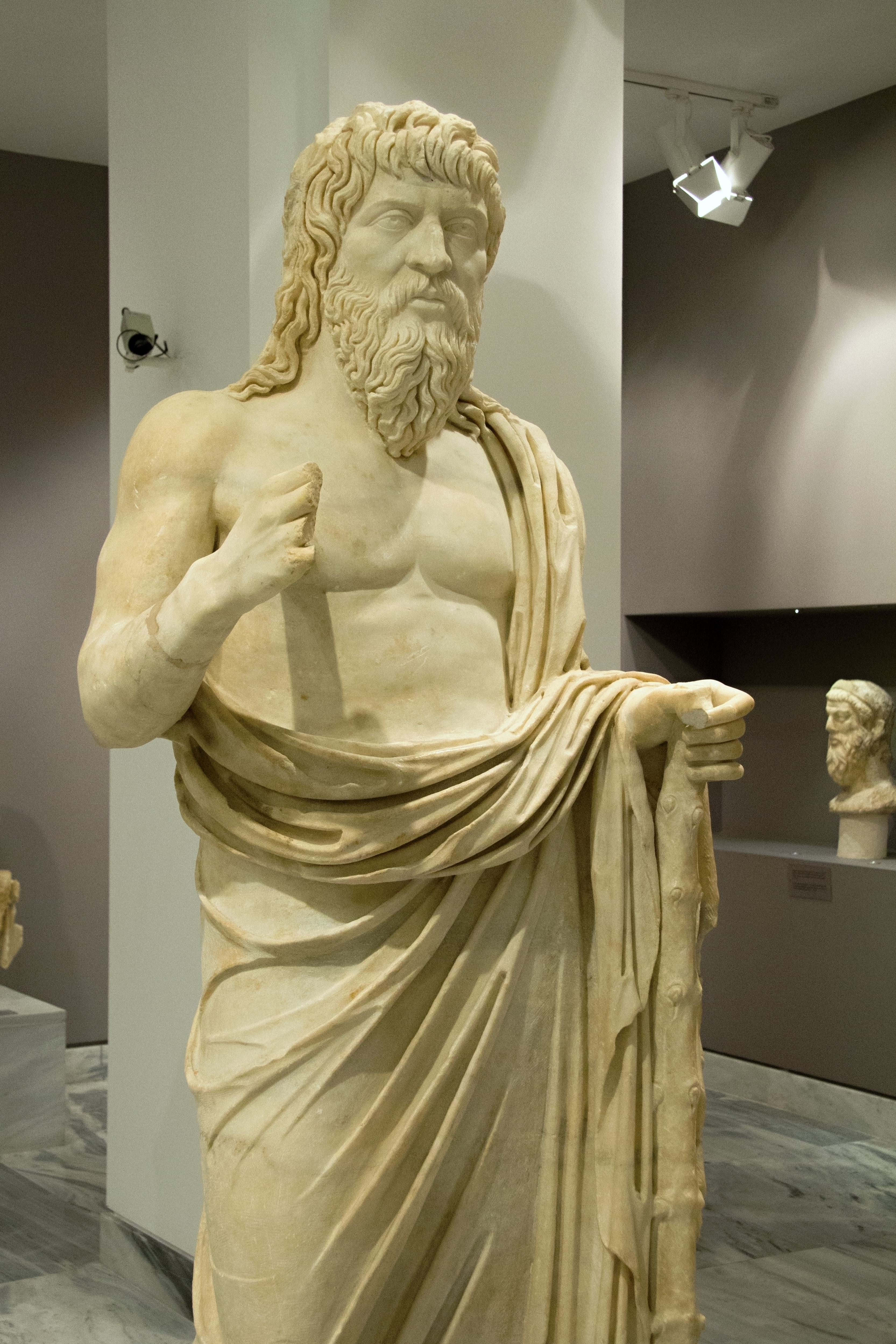
تندیس آپولونیوس تیانایی در موزهٔ باستان‌شناسی هراکلیو - ۲۰۱۴

زندگی آپولونیوس تیانایی (زبان یونانی: Τὰ ἐς τὸν Τυανέα Ἀπολλώνιον) کتابی است به زبان یونانی باستان اثر فیلوستراتوس (c. 170 – c. 245 AD). این کتاب، داستان زندگی بلیناس حکیم (حدود ۱۵ پس از میلاد – حدود ۱۰۰ پس از میلاد)، فیلسوف و معلم نوفیثاغورسی است.